# Стюарт Гарднер, Изабелла
Изабелла Стюарт Гарднер (англ. Isabella Stewart Gardner; 14 апреля 1840 — 17 июля 1924) — американская коллекционер и меценат, одна из самых выдающихся женщин-покровителей искусства; основатель музея Изабеллы Стюарт Гарднер.

## Биография
Родилась 14 апреля 1840 года в Нью-Йорке в семье Дэвида Стюарта и Аделии Смит Стюарт. Семейное предание производит род Стюартов из Аппина от Фергуса I.
10 апреля 1860 года она вышла замуж за миллионера Джека Лоуэлла Гарднера-младшего, и они переехали из Нью-Йорка в Бостон. У них был один сын — Джон Лоуэлл III, который родился 18 июня 1863 года и умер 15 марта 1865 года. После его смерти пара была очень расстроена, решив посвятить себя путешествиям и заняться коллекционированием. Когда в 1875 году умер её деверь — Джозеф, оставив трех малолетних сыновей, Джек и Изабелла решили воспитывать его детей.
В 1874 году Изабелла и Джек отправились за границу, посетив Ближний Восток и Центральную Европу. Начиная с конца 1880-х годов они путешествовали по Америке, Европе и Азии для знакомства с зарубежными культурами и расширением своих знаний в искусствах мира. Самые ранние работы в коллекции Гарднеров были привезены из путешествий по Европе, Египту, Турции и Дальнему Востоку и носили любительский характер. Серьёзно созданием своей коллекции они занялись в конце 1890-х годов, довольно быстро создав собрание мирового класса, включающее картины и статуи, а также гобелены, фотографии, работы из серебра и керамики; рукописи и архитектурные элементы, такие как двери, витражи и камины. Помощь в приобретении художественных артефактов им оказывал историк и ценитель искусства Бернард Беренсон. Среди коллекционеров, с которыми они соперничали в собрании художественных ценностей, был Эдвард Перри Уоррен (англ. Edward Perry Warren), который впоследствии часть своей коллекции передал в бостонский музей изящных искусств.

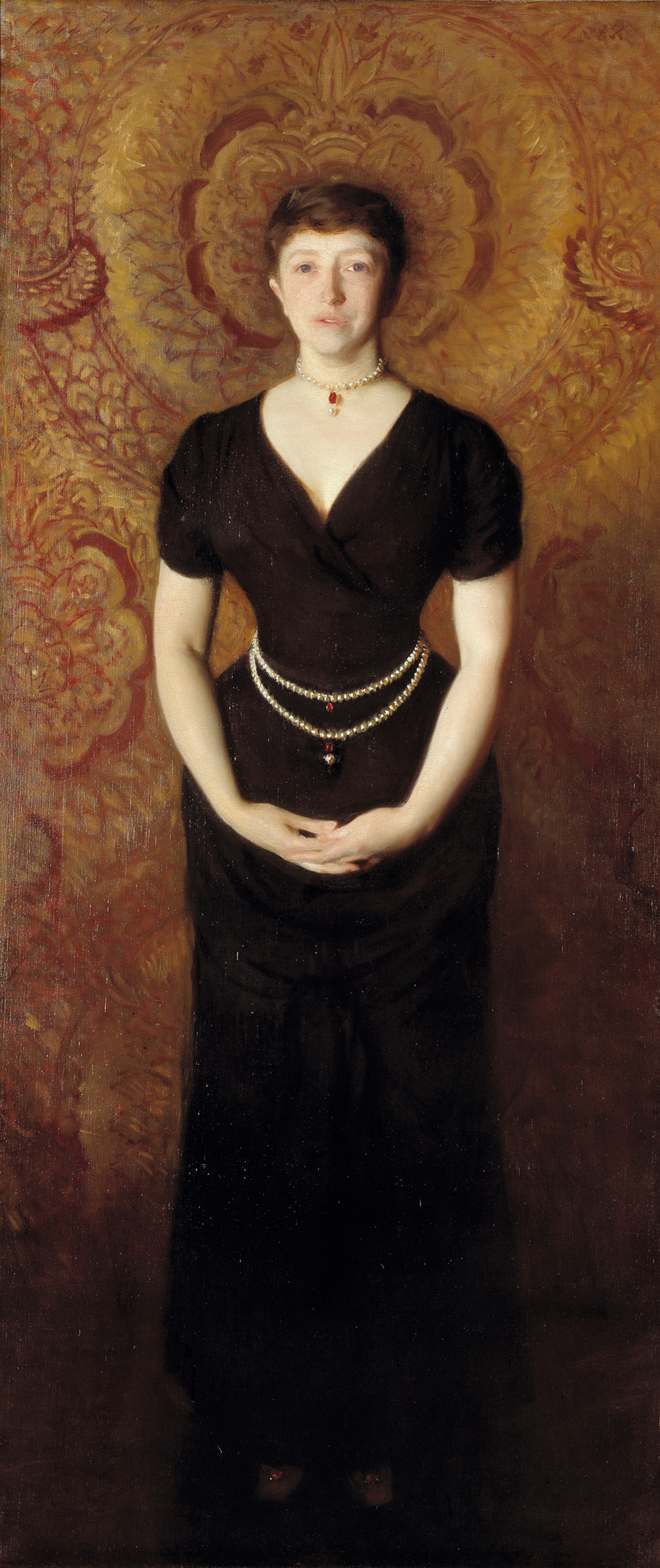
Портрет Изабеллы Гарднер работы Джона Сарджента, 1888 год

Любимым заграничным местом супругов была Венеция, где они останавливались в Палаццо Барбаро, в то время — крупный художественный центр американских и английских эмигрантов в Италии. Здесь они посещали театры и обедали с соотечественниками.
Бостоницы называли её Belle («Красотка»), Donna Isabella («донна Изабелла»), Isabella of Boston («Изабелла Бостонская») и Mrs. Jack («миссис Джек»). Её художественные вкусы и нетипичное поведение давали горожанам много пищи для пересудов.
В 1898 году умер муж Изабеллы. В 1919 году у неё случился первый из серии последующих инсультов, и она умерла 17 июля 1924 года. Была похоронена в семейном склепе на кладбище Маунт-Оберн (Mount Auburn Cemetery) в Кембридже, штат Массачусетс, рядом с мужем и сыном.
Часть средств своей семьи Гарднер завещала многим общественным организациям. Также в завещании она просила приверженцев англо-католической церкви, чтобы они ежегодно читали мессу Memorial Requiem Mass за упокой её души, что ежегодно исполняется в день её рождения священниками бостонской церкви Пришествия.

## Музей
Основан в 1903 году как художественная галерея. При содействии Бернарда Беренсона Гарднер собрала порядка 2500 предметов европейского искусства, среди которых такие шедевры, как «Похищение Европы» Тициана, «Алтарь семейства Колонна» Рафаэля и единственный морской пейзаж Рембрандта «Христос во время шторма на море Галилейском». Весьма полно были представлены и американские художники.
Изабелла Гарднер завещала, чтобы коллекция музея после её смерти оставалось в неизменном виде, однако, в связи с продолжающимися пожертвованиями частных лиц, к началу XXI века назрела необходимость в строительстве второго музейного здания, для чего был привлечён итальянский архитектор Ренцо Пиано.